# Stephen Donald
Stephen Donald (* 3. Dezember 1983 in Papakura, Neuseeland) ist ein neuseeländischer Rugby-Union-Spieler auf der Position des Verbindungshalb. Er spielt für Waikato im Air New Zealand Cup und für die Chiefs in der Super 14. Außerdem ist Donald ein aktueller Nationalspieler für Neuseeland. Er ist 1,86 m groß und wiegt 96 kg.
Nach einer guten Super-14-Saison für die Chiefs, in der er mit 153 erzielten Punkten der zweitbeste Scorer war, wurde Donald 2008 in den Kader der All Blacks für die Junitests und Tri Nations berufen.  Er machte sein Debüt bei den All Blacks als Einwechslung für Dan Carter gegen England im Eden Park.